# Julian Kügel
Julian Kügel (* 30. März 1997 in Pförring) ist ein deutscher Fußballspieler. Gegenwärtig spielt er beim FC Ingolstadt 04 in der Dritten Liga. Er wird zumeist als Flügelstürmer, aber auch in der Sturmspitze eingesetzt.

## Karriere
Julian Kügel, der ursprünglich aus Pförring stammt, begann seine Karriere als Sechsjähriger in der Jugendabteilung des dortigen TSV. Er wurde dann als Elfjähriger bei einem Testspiel gegen den TSV 1860 München von den Münchner Löwen entdeckt und in deren Jugendabteilung aufgenommen. Da die Fahrtstrecke jedoch zu weit war, wechselte er nach einem Jahr wieder zurück in seine Heimatregion. Mit 13 ging er dann zum FC Ingolstadt 04 und blieb dort bis zur U17. Anschließend wechselte er zum SV Manching. Dort spielte er bis 2015 (zuletzt in der U19-Bezirksoberliga), als er von Manching zum TV Aiglsbach wechselte. Bei seinem neuen Verein absolvierte er nur drei Spiele in der Jugendmannschaft und wurde stattdessen auf Anhieb als Stammspieler in der ersten Mannschaft in der Bezirksliga eingesetzt. Mit jener gelang ihm dann in seinem zweiten Jahr – 2016/17 – die Meisterschaft und der Aufstieg in die Landesliga.
Durch seine guten Leistungen wurde der VfB Eichstätt auf ihn aufmerksam und holte ihn zur Saison 2017/18 in die Regionalliga Bayern. Kügel konnte sich bei den frisch in die Regionalliga aufgestiegenen Domstädtern schnell durchsetzen und erhielt im Verlauf der Saison einen Stammplatz im Kader. Der VfB konnte am Ende der Saison mit einem unerwarteten siebten Platz nicht nur die Klasse halten, sondern sich sogar als Mittelfeldteam etablieren. In der darauffolgenden Saison folgte dann gar Platz zwei hinter der zweiten Mannschaft des FC Bayern und damit die bayerische Amateurmeisterschaft, welche für die folgende Saison die Teilnahme am DFB-Pokal ermöglichte. Kügel spielte in dieser Saison nur 17 Mal, v. a. wegen einer langwierigen Knieverletzung, trug aber immerhin drei Tore bei.
Der Höhepunkt seiner Karriere bis dato war dann das Spiel in der ersten Runde des DFB-Pokals 2019/20 gegen den Hertha BSC. Kügel wurde erst in der zweiten Halbzeit eingewechselt, konnte aber in der 52. Minute das zwischenzeitliche 1:3 für seinen Verein erzielen. Das Spiel endete schließlich mit 1:5. In der Regionalliga, die aufgrund der COVID-19-Pandemie auf zwei Jahre bis 2021 verlängert wurde, kam er wieder regelmäßig als Stammspieler zum Einsatz und durfte am Ende einen abermals starken sechsten Platz verbuchen. Um die pandemiebedingt gestreckte Spielzeit aufzufüllen, trug der Bayerische Fußball-Verband einmalig den Ligapokal aus. Der Sieger dieses Wettbewerbs qualifizierte sich für den DFB-Pokal 2021/22. Der VfB Eichstätt erreichte hier als Gruppensieger die Finalrunde und konnte im weiteren Verlauf bis in das Finale vordringen. Dieses ging jedoch gegen die SpVgg Bayreuth verloren. Kügel wurde nur in der Finalrunde eingesetzt, erzielte dabei aber keine Tore. Durch die Niederlage im Finale qualifizierte sich Eichstätt jedoch für das Viertelfinale des Bayerischen Toto-Pokals 2020/21, wo man Wacker Burghausen besiegte, im Halbfinale aber schließlich am FV Illertissen scheiterte. Kügel spielte beide Spiele durch, konnte aber ebenfalls keine Tore erzielen.
Die nächste Saison verlief etwas weniger erfolgreich für den VfB. Am Ende gelang mit dem zehnten Platz aber ein weiteres Mal der aufgrund der sehr begrenzten finanziellen Mittel nicht selbstverständliche Klassenerhalt. Kügel war weiterhin Stammspieler und mit sechs Toren und zwölf Vorlagen der dritterfolgreichste Offensivspieler seines Teams. In der Saison 2022/23 konnte er seine persönliche Bestleistung sogar noch übertreffen. Er stand nun bei fast jedem einzelnen Spiel auf dem Platz (er wurde lediglich in zwei Spielen nicht eingesetzt) und absolvierte mit neun Toren und zehn Vorlagen seine aus persönlicher Sicht sportlich bis dato erfolgreichste Saison (er war dabei wiederum der dritterfolgreichste Offensivspieler des VfB Eichstätt). Dies genügte aber nicht, um den direkten Klassenerhalt zu sichern. Als 16. musste der VfB in die Abstiegsrelegation, die gegen den FC Memmingen trotz eines Hinspielsieges am Ende verloren ging. Kügel stand bei beiden Relegationsspielen auf dem Platz, konnte aber keine Tore schießen. Wesentlich erfolgreicher verlief die Saison im Bayerischen Toto-Pokal 2022/23, wo man das Viertelfinale erreichen konnte, dort aber gegen den FC Ingolstadt im Elfmeterschießen scheiterte. Kügel schoss dabei in vier Spielen zwei Tore.
Nach dem Abstieg des VfB Eichstätt wechselte Kügel dann in die Nachbarstadt zum FC Ingolstadt. Dort war er zuerst eigentlich für die zweite Mannschaft vorgesehen, die in der Saison 2023/24 – wie nun auch wieder sein alter Verein – in der Bayernliga Nord spielt. Allerdings konnte Kügel in der Saisonvorbereitung durch gute Leistungen auf sich aufmerksam machen und erhielt schließlich im August 2023 einen Profivertrag. Am zweiten Spieltag der Drittliga-Saison durfte er gegen den Halleschen FC dann auch direkt von Beginn an spielen. Dies krönte er mit seinem Führungstreffer in der 15. Minute, womit er den Grundstein für den 4:0-Sieg der Schanzer legte. Anschließend spielte er zuerst regelmäßig in der Startelf, konnte aber nur ein weiteres Tor schießen. In der Folge kam er immer seltener zum Einsatz, zumeist nur noch zu Kurzeinsätzen, und im letzten Drittel der Saison gar nicht mehr. Erst unter der neuen Trainerin Sabrina Wittmann bekam er wieder längere Einsatzzeiten als Joker. Der FC Ingolstadt schloss die Spielzeit schließlich auf Platz 10 ab und blieb somit hinter den Erwartungen. Den Bayerischen Toto-Pokal 2023/24 hingegen konnten Kügel und seine Teamkameraden durch ein 2:1 im Finale gegen die Würzburger Kickers gewinnen; im Finalspiel wurde Kügel für die Schlussphase eingewechselt.
Zur Saison 2024/25 wechselte Kügel zum Ligakonkurrenten SpVgg Unterhaching und unterschrieb einen Zweijahresvertrag bis Sommer 2026. Er konnte sich in Unterhaching sofort als Stammspieler durchsetzen.
Im Sommer 2025 wechselte er zurück zum FC Ingolstadt 04.

## Spielweise
Julian Kügel spielte bisher vorwiegend als Flügelstürmer, ist aber überall in der Offensive einsetzbar. Diese Vielseitigkeit gilt als eine seiner Stärken, wie beispielsweise auch sein Trainer Michael Köllner, der ihm das Debüt im Profifußball beim FC Ingolstadt ermöglichte, hervorhob. Sein Trainer beim TV Aiglsbach, Peter Gaydarov, lobte zudem Kügels „Geradlinigkeit“ und Schnelligkeit und bezeichnete ihn als einen Spieler, der „in jedem Moment den Unterschied ausmachen“ könne.

## Privates
Julian Kügel stammt aus Pförring und ist ausgebildeter Werkstoffprüfer.

## Erfolge
TV Aiglsbach:
- Aufstieg in die Landesliga Südost als Meister der Bezirksliga West: 2017

VfB Eichstätt:
- Bayerischer Amateurmeister 2019
- Teilnahme am DFB-Pokal 2019/20
- Finalist im Bayerischen Ligapokal 2021

FC Ingolstadt:
- Gewinner des Bayerischen Toto-Pokals 2023/24